# Матеуш Фернандіш
Мате́уш Гонса́лу Ешпа́нья Ферна́ндіш (порт. Mateus Gonçalo Espanha Fernandes; нар. 10 липня 2004) — португальський футболіст, півзахисник англійського клубу «Саутгемптон».

## Клубна кар'єра

### «Спортінг»
Почав займатися футболом в академії місцевого клубу «Ольяненсе», а 2016 року приєднався до системи лісабонського «Спортінга». 12 жовтня 2020 року підписав зі «Спортінгом» свій перший професіональний контракт.
20 жовтня 2022 року продовжив контракт з клубом до 2027 року. 22 жовтня 2022 року дебютував в основному складі «Спортінга» в матчі португальської Прімейра-ліги проти клубу «Каза Пія», вийшовши на заміну Мануелю Угарте. 26 жовтня дебютував у Лізі чемпіонів УЄФА в поєдинку проти англійського клубу «Тоттенгем Готспур». 30 листопада 2022 року в матчі Кубка португальської ліги проти «Фаренсе» забив свій перший гол за «Спортінг».

#### Оренда в «Ештуріл»
29 серпня 2023 року відправився в сезонну оренду в «Ештуріл-Прая». 3 вересня дебютував за клуб в матчі Прімейра-ліги проти «Боавішти», замінивши Алекса Соаріша. 4 лютого 2024 року в поєдинку проти «Ештрели» забив свій перший гол за «Ештуріл», принісши перемогу своїй команді (1-0). Всього за час оренди провів за «Ештуріл» 35 ігор, в яких відзначився одним м'ячем. Окрім цього разом з командою дійшов до фіналу Кубка ліги, в якому «Ештуріл» в підсумку поступився «Бразі» в серії післяматчевих пенальті.

### «Саутгемптон»
20 серпня 2024 року перейшов в англійський клуб «Саутгемптон», підписавши п'ятирічний контракт. Сума трансферу становила близько 15 млн євро, а з урахуванням бонусів може сягати 20 млн. 24 серпня дебютував за клуб в матчі Прем'єр-ліги проти «Ноттінгем Форест», вийшовши на заміну Тейлору Гарвуд-Беллісу. 28 серпня 2024 року в поєдинку Кубка ліги проти «Кардіфф Сіті» забив свій перший гол за «Саутгемптон». 24 листопада у матчі проти «Ліверпуля» вперше відзначився м'ячем в Прем'єр-лізі. За підсумками сезону його команда вибула з еліти. 
9 серпня 2025 року в матчі проти «Рексема» дебютував у Чемпіоншипі.

## Кар'єра в збірній
Виступав за збірні Португалії до 18, до 19, до 20 і до 21 року. В червні 2025 року потрапив в заявку збірної до 21 року на молодіжний чемпіонат Європи в Словаччині. На турнірі провів три матчі, а його команда дійшла до чвертьфіналу, де поступилась нідерландцям

## Статистика виступів
Станом на 17 серпня 2025
| Клуб              | Сезон             | Чемпіонат         | Чемпіонат | Чемпіонат | Кубок | Кубок | Кубок ліги | Кубок ліги | Єврокубки | Єврокубки | Інші  | Інші | Всього | Всього |
| Клуб              | Сезон             | Дивізіон          | Матчі     | Голи      | Матчі | Голи  | Матчі      | Голи       | Матчі     | Голи      | Матчі | Голи | Матчі  | Голи   |
| ----------------- | ----------------- | ----------------- | --------- | --------- | ----- | ----- | ---------- | ---------- | --------- | --------- | ----- | ---- | ------ | ------ |
| Спортінг Б        | 2021–22           | Терсейра-ліга     | 18        | 1         | —     | —     | —          | —          | —         | —         | —     | —    | 18     | 1      |
| Спортінг Б        | 2022–23           | Терсейра-ліга     | 18        | 1         | —     | —     | —          | —          | —         | —         | —     | —    | 18     | 1      |
| Спортінг Б        | Всього            | Всього            | 36        | 2         | —     | —     | —          | —          | —         | —         | —     | —    | 36     | 2      |
| Спортінг          | 2022–23           | Прімейра-ліга     | 3         | 0         | 0     | 0     | 2          | 1          | 2         | 0         | 0     | 0    | 7      | 1      |
| Спортінг          | 2023–24           | Прімейра-ліга     | 1         | 0         | 0     | 0     | 0          | 0          | 0         | 0         | 0     | 0    | 1      | 0      |
| Спортінг          | 2024–25           | Прімейра-ліга     | 1         | 0         | 0     | 0     | 0          | 0          | 0         | 0         | 1     | 0    | 2      | 0      |
| Спортінг          | Всього            | Всього            | 5         | 0         | 0     | 0     | 2          | 1          | 2         | 0         | 1     | 0    | 10     | 1      |
| → Ештуріл-Прая    | 2023–24           | Прімейра-ліга     | 28        | 1         | 3     | 0     | 4          | 0          | —         | —         | 0     | 0    | 35     | 1      |
| Саутгемптон       | 2024–25           | Прем'єр-ліга      | 35        | 2         | 2     | 0     | 4          | 1          | —         | —         | —     | —    | 41     | 3      |
| Саутгемптон       | 2025–26           | Чемпіоншип        | 2         | 0         | 0     | 0     | 1          | 1          | –         | –         | –     | –    | 3      | 1      |
| Саутгемптон       | Всього            | Всього            | 37        | 2         | 2     | 0     | 5          | 2          | 0         | 0         | 0     | 0    | 44     | 4      |
| Всього за кар'єру | Всього за кар'єру | Всього за кар'єру | 106       | 5         | 5     | 0     | 11         | 3          | 2         | 0         | 1     | 0    | 125    | 7      |

1. ↑  1 матчі в Лізі чемпіонів УЄФА, 1 матчі в Лізі Європи УЄФА
2. ↑  Матчі в Суперкубку Португалії

## Досягнення
«Спортінг»
- Чемпіон Португалії: 2023–24[35]